# Richard Thomas (Zoologe)
John Paul Richard Thomas  (* 2. Mai 1938) ist ein US-amerikanischer Herpetologe.
Thomas wurde 1976 an der Louisiana State University promoviert. 1971 sammelte er Amphibien und Vögel für das Naturgeschichtsmuseum der University of Kansas in Peru und nochmals 1974 für das Museum für Zoologie der Louisiana State University. Thomas ist Professor an der University of Puerto Rico.

## Taxonomische Beschreibungen
Während seiner Karriere als Herpetologe hat Thomas mindestens 68 neue Arten aus 11 Reptilien-Gattungen (Amerotyphlops, Amphisbaena, Anolis, Bachia, Celestus, Cubatyphlops, Diploglossus, Mitophis, Sphaerodactylus, Sibynomorphus und Typhlops) und aus zwei Amphibien-Gattungen (Bolitoglossa und Eleutherodactylus) erstbeschrieben. Im Jahr 2001 erstbeschrieb er mit seinem Kollegen Stephen Blair Hedges das kleinste bekannte Reptil, den Gecko Sphaerodactylus ariasae. Es folgt eine nicht vollständige Liste der beschriebenen neuen Arten:
- Bachia panoplia Thomas, 1965
- Mitophis pyrites Thomas, 1965
- Sphaerodactylus parthenopion Thomas, 1965
- Typhlops syntherus Thomas, 1965
- Amphisbaena xera Thomas, 1966
- Eleutherodactylus coqui Thomas, 1966
- Eleutherodactylus schwartzi Thomas, 1966
- Sphaerodactylus elasmorhynchus Thomas, 1966
- Typhlops monastus Thomas, 1966
- Anolis rimarum Thomas & Schwartz, 1967
- Cubatyphlops epactius (Thomas, 1968)
- Celestus agasepsoides (Thomas, 1971)
- Amerotyphlops tasymicris Thomas, 1974
- Typhlops hectus Thomas, 1974
- Eleutherodactylus probolaeus Schwartz & Thomas, 1987
- Sphaerodactylus semasiops Thomas, 1975
- Sphaerodactylus cryphius Thomas & Schwartz, 1977
- Sphaerodactylus nycteropus Thomas & Schwartz, 1977
- Sphaerodactylus streptophorus Thomas & Schwartz, 1977
- Sibynomorphus oneilli Rossman & Thomas, 1979
- Bolitoglossa digitigrada Wake, Brame & Thomas, 1982
- Sphaerodactylus omoglaux Thomas, 1982
- Sphaerodactylus williamsi Thomas & Schwartz, 1983
- Mitophis asbolepis Thomas, McDiarmid & Thompson, 1985
- Mitophis calypso Thomas, McDiarmid & Thompson, 1985
- Mitophis leptipileptus Thomas, McDiarmid & Thompson, 1985
- Mozartfrosch (Eleutherodactylus amadeus) Hedges, Thomas & Franz, 1987
- Eleutherodactylus parapelates Hedges & Thomas, 1987
- Sphaerodactylus ladae Thomas & Hedges, 1988
- Sphaerodactylus perissodactylus Thomas & Hedges, 1988
- Anolis placidus Hedges & Thomas, 1989
- Celestus macrotus Thomas & Hedges, 1989
- Typhlops schwartzi Thomas, 1989
- Typhlops tetrathyreus Thomas, 1989
- Typhlops titanops Thomas, 1989
- Typhlops catapontus Hedges & Thomas, 1991
- Typhlops hypomethes Hedges & Thomas, 1991
- Eleutherodactylus caribe Hedges & Thomas, 1992
- Eleutherodactylus corona Hedges & Thomas, 1992
- Eleutherodactylus dolomedes Hedges & Thomas, 1992
- Eleutherodactylus guantanamera Hedges, Estrada & Thomas, 1992
- Eleutherodactylus ionthus Hedges, Estrada & Thomas, 1992
- Eleutherodactylus mariposa Hedges, Estrada & Thomas, 1992
- Eleutherodactylus melacara Hedges, Estrada & Thomas, 1992
- Sphaerodactylus cricoderus Thomas, Hedges & Garrido, 1992
- Sphaerodactylus schwartzi Thomas, Hedges & Garrido, 1992
- Sphaerodactylus plummeri Thomas & Hedges, 1992
- Sphaerodactylus epiurus Thomas & Hedges, 1993
- Amphisbaena carlgansi Thomas & Hedges, 1998
- Diploglossus garridoi Thomas & Hedges, 1998
- Sphaerodactylus pimienta Thomas, Hedges & Garrido, 1998
- Sphaerodactylus schuberti Thomas & Hedges, 1998
- Sphaerodactylus ariasae Hedges & Thomas, 2001
- Amphisbaena cayemite Thomas & Hedges, 2006
- Amphisbaena leali Thomas & Hedges, 2006
- Eleutherodactylus juanariveroi Rios-López & Thomas, 2007
- Typhlops agoralionis Thomas & Hedges, 2007
- Typhlops anchaurus Thomas & Hedges, 2007
- Typhlops anousius Thomas & Hedges, 2007
- Typhlops arator Thomas & Hedges, 2007
- Typhlops contorhinus Thomas & Hedges, 2007
- Typhlops eperopeus Thomas & Hedges, 2007
- Typhlops notorachius Thomas & Hedges, 2007
- Typhlops paradoxus Thomas & Hedges, 2007
- Typhlops perimychus Thomas & Hedges, 2007
- Typhlops proancylops Thomas & Hedges, 2007
- Typhlops satelles Thomas & Hedges, 2007
- Typhlops sylleptor Thomas & Hedges, 2007